# Lasianthus panamensis
Lasianthus panamensis är en måreväxtart som först beskrevs av John Duncan Dwyer, och fick sitt nu gällande namn av Elmar Robbrecht. Lasianthus panamensis ingår i släktet Lasianthus och familjen måreväxter. Inga underarter finns listade i Catalogue of Life.